# Minicia pallida
Minicia pallida là một loài nhện trong họ Linyphiidae.
Loài này thuộc chi Minicia. Minicia pallida được Kirill Yuryevich Eskov miêu tả năm 1995.